# Wouter Brus
Wouter Brus (Groningen, 30 september 1991) is een Nederlandse atleet, die zich heeft gespecialiseerd op de sprint. 
Brus leverde zijn beste prestatie tot nu toe in 2012 door brons te winnen bij de Nederlandse indoorkampioenschappen in Apeldoorn op het onderdeel 60 m. Hij werd dat jaar uitgezonden naar de Olympische Spelen in Londen, waar hij reserve was voor de mannenploeg op de 4 x 100 m estafette. Daar hoefde hij echter niet in actie te komen.
Bus is lid van atletiekvereniging Atverni in Nieuwegein.

## Persoonlijke records
| Onderdeel | Prestatie           | Datum       | Plaats  |
| --------- | ------------------- | ----------- | ------- |
| 100 m     | 10,42 s (+ 0,4 m/s) | 8 juni 2014 | Hengelo |
| 200 m     | 21,48 s (0,0 m/s)   | 5 juli 2015 | Rhede   |

## Palmares

### 60 m
- 2012:  NK indoor - 6,90 s
- 2014: 7e NK indoor - 6,93 s

### 100 m
- 2012: 4e NK - 10,63 s
- 2014: 6e NK - 11,51 s
- 2015: 5e Gouden Spike - 10,49 s
- 2015: 8e Flame Games - 10,59 s (+0,8 m/s)
- 2017:  NK - 10,49 s (+1,1 m/s)

### 200 m
- 2011: 6e NK - 21,65 s
- 2012: 5e NK - 21,52 s
- 2015: 7e FBK Games - 21,68 s

### 4 x 100 m
- 2011: 6e EK U23 te Ostrava - 39,60 s